# Susana tiene un secreto
Susana tiene un secreto es una comedia española de 1933 dirigida por Benito Perojo y protagonizada por Rosita Díaz Gimeno, Ricardo Núñez y Miguel Ligero. Está basada en la obra teatral homónima firmada por Gregorio Martínez Sierra en colaboración con Honorio Maura.

## Argumento
Susana (Rosita Díaz Gimeno) es una linda muchacha millonaria que padece sonambulismo y que días antes de contraer matrimonio con un oficial de la Armada se mete dormida en la habitación de un desconocido, pasando allí la noche... La boda se deshace. Un avispado cazadotes se aprovecha de las circunstancias... Susana averigua al fin lo ocurrido aquella noche y comienza la búsqueda y la reconquista del oficial de la Armada al que siempre ha amado.

## Reparto
- Rosita Díaz Gimeno como Susana
- Ricardo Núñez
- Miguel Ligero
- Conchita Urrios
- José Calle

## Críticas
Recibió muy buenas críticas en su época. Así, Tomás Larraya en la revista de cine Films selectos escribía en el número de noviembre de 1933 que era la mejor y más digna película que se había producido en España hasta esa fecha siendo la mejor producción cinematográfica de su director Benito Perojo. 